# Almajano
Almajano – gmina w Hiszpanii, w prowincji Soria, w Kastylii i León, o powierzchni 9,9 km². W 2011 roku gmina liczyła 222 mieszkańców.